# Уилсон, Уильям Бошоп
Уильям Бошоп Уилсон (англ. William Bauchop Wilson; 2 апреля 1862, Блантайр, Саут-Ланаркшир, Шотландия, Великобритания — 25 мая 1934, Саванна, Джорджия, США) — американский государственный деятель, министр труда США (1913—1921).

## Биография
Родился в семье шотландского шахтера. Во время забастовки в феврале 1868 года семья была выселена из дома, поскольку компания, где работал отец пыталась подавить протест рабочих. Вместе с родителями иммигрировал в Соединенные Штаты, где в 1870 году семья обосновалась в Арно, штат Пенсильвания. Со следующего года и до 1898 года ему пришлось работать шахтером. Член Национального исполнительного совета Объединения горнорабочих Америки (UMWA) (1891—1894), в 1900—1908 годах — международный секретарь-казначей.
В 1907—1913 годах — член Палаты представителей от Демократической партии, представлял 15-й округ Пенсильвании. Во время своего пребывания в Конгрессе возглавлял комитет Палаты представителей по труду.
В 1913—1921 годах — министр труда США. Во время Первой мировой войны входил в состав Совета национальной обороны Соединенных Штатов. Работал над тем, чтобы обеспечить афроамериканскую поддержку военной политике, в частности, в оборонной промышленности. Пытался смягчить межрасовые конфликты в сфере занятости, жилья и отдыха. Среди его специальных помощников был Джордж Эдмунд Хейнс (с 1918 по 1921 год), который был первым афроамериканцем, получившим докторскую степень в Колумбийском университете.
В декабре 1916 года выступил на конференции по социальному страхованию, где рассказал о возможности введения в Соединенных Штатах пенсий по старости и всеобщего медицинского страхования.
С 1914 по 1921 год также входил в Федеральный совет по профессиональному образованию, который возглавлял с 1920 по 1921 год.
В 1921 году был назначен в ведущую медицинскую контролирующую организацию — Объединенную международную комиссию (Joint Commission International, JCI) для урегулирования споров из-за пограничных вод между США и Канадой; однако он ушел в отставку всего через три недели — в марте 1921 года.
В 1926 году безуспешно баллотировался в Сенат США, после чего он завершил свою политическую карьеру и посвятил себя предпринимательской деятельности в Пенсильвании в области горнодобывающей промышленности и сельского хозяйства.
В 2007 году он был введен в Зал трудового почета Министерства труда США.